# Boba Fett
Boba Fett es un personaje ficticio de la franquicia Star Wars. Introducido en Star Wars Holiday Special (1978), donde Don Francks le dio voz, es un cazarrecompensas blindado que aparece en las trilogías de películas originales y precuelas. En la trilogía original, el personaje es un antagonista secundario y fue interpretado principalmente por Jeremy Bulloch y con la voz de Jason Wingreen. Notable por su comportamiento taciturno y por nunca quitarse el casco, Fett aparece en The Empire Strikes Back (1980) como empleado del Imperio Galáctico, y en Return of the Jedi (1983) como esbirro del señor del crimen Jabba the Hutt. Si bien aparentemente murió en El retorno del Jedi después de caer en un Sarlacc, desde entonces ha aparecido en los medios de Star Wars después de la película, lo que confirma su supervivencia. Un Boba preadolescente es interpretado por Daniel Logan en la película precuela Attack of the Clones (2002), que revela los orígenes del personaje como el clon genético e hijo adoptivo de Jango Fett, también un famoso cazarrecompensas.
El personaje también aparece en muchas formas de los medios de Star Wars fuera de las películas, como libros, cómics, series de televisión y videojuegos, muchos de los cuales lo representan como un antihéroe en lugar de un villano, y exploran sus antecedentes, motivaciones y moralidad. Daniel Logan repitió su papel como la versión más joven de Fett en la serie animada Star Wars: The Clone Wars, mientras que Temuera Morrison, quien también interpretó a Jango en Attack of the Clones, ha interpretado a un Boba adulto en la mayoría de sus apariciones en Star Wars desde entonces más, particularmente en las series de Disney+ The Mandalorian y su serie derivada The Book of Boba Fett.
Durante el desarrollo de El Imperio Contraataca, Fett fue originalmente concebido como miembro de un grupo de "supercomandos" imperiales con armaduras blancas antes de que la idea fuera desechada en favor de un cazarrecompensas solitario. Este concepto luego evolucionó hacia los mandalorianos, un grupo cultural con fuertes tradiciones guerreras, que lucen armaduras y cascos similares a los de Fett. En varias obras de Star Wars, el propio Fett es retratado como mandaloriano, o al menos conectado a la cultura mandaloriana a través de su armadura.
El personaje de Boba Fett se convirtió rápidamente en un favorito de los fanáticos a pesar de su presencia limitada en la trilogía original de Star Wars, y ahora es una figura ampliamente reconocida en la cultura popular. Su popularidad dentro de la base de fanes de Star Wars le ha valido seguidores de culto.

## Concepto y desarrollo
El creador de Star Wars, George Lucas, creó a Boba Fett en su borrador de guion de abril de 1978 de El imperio contraataca, basando el personaje El hombre sin nombre de Sergio Leone (Clint Eastwood). El personaje debía diseñarse rápidamente, ya que Lucas había accedido a que apareciera en el especial navideño de Star Wars ese mismo año. El diseño del personaje surgió de los conceptos iniciales de Darth Vader, quien originalmente fue concebido como un cazarrecompensas rebelde. Mientras que Vader se convirtió menos en un mercenario y más en un caballero oscuro, el concepto de cazarrecompensas se mantuvo, y Fett se convirtió en un personaje "igualmente villano" pero "menos conspicuo". El artista conceptual Ralph McQuarrie influyó en el diseño de Fett, que fue finalizado y acreditado a Joe Johnston.
Norman Reynolds y el departamento de arte de la película construyeron el vestuario. La armadura de Fett se diseñó originalmente para "súper soldados" y se adaptó para Fett a medida que se desarrollaba el guion. Probado en pantalla en blanco, la armadura de Fett finalmente obtuvo un esquema de color tenue destinado a ubicarlo visualmente entre los soldados de asalto imperiales de "base y fila" con armadura blanca y Vader, que viste de negro. Este esquema de color tenía la ventaja añadida de transmitir la "moralidad gris" de su personaje. La armadura del personaje fue diseñada para que pareciera haber sido extraída de múltiples fuentes y está adornada con trofeos. Una descripción de Fett en Bantha Tracks catalizó una "especulación desenfrenada" sobre sus orígenes. Para 1979, la historia de fondo de Fett incluía haber servido en un ejército de tropas de choque imperiales que habían luchado contra los soldados clon de la República Galáctica durante las Guerras Clon. 
A pesar de dos años de publicidad generalizada sobre la aparición de Fett en The Empire Strikes Back, las reescrituras del guion redujeron significativamente la presencia del personaje en la película. El tema musical de Fett, compuesto por John Williams, "no es música, exactamente", sino "más bien una cosa gorgoteante, de viola y fagot, mezclada auditivamente con algunos sonidos estáticos oscuros". El editor de sonido Ben Burtt agregó el sonido de espuelas tintineantes, creado e interpretado por el equipo de artistas foley de Robert Rutledge y Edward Steidele, a la aparición de Fett en Cloud City., con la intención de hacer que el personaje sea amenazante y que la escena recuerde a apariciones similares de pistoleros en películas occidentales. En un punto del desarrollo de El Retorno del Jedi, Fett fue concebido como un villano principal, pero finalmente fue reemplazado por el Emperador cuando Lucas decidió no hacer una tercera trilogía de Star Wars. Lucas también consideró que Fett peleara contra Lando Calrissian durante la secuencia del sarlacc.

Un libro de referencia oficial establece que Fett cobra tarifas "famosamente caras" y que se compromete solo cuando la misión cumple con "su duro sentido de la justicia". Daniel Keys Moran, quien escribió algunas historias con Boba Fett, citó a los westerns como una influencia en el desarrollo del personaje. Moran dijo:
Lo difícil con Fett fue encontrar una visión del mundo para él que le permitiera proclamar un Código: dado el Mal absoluto que impregnaba el Imperio, Fett tenía que ser 1) Malvado, o 2) un increíblemente implacable, duro, "mayor". bueno" tipo de chico. El segundo enfoque funcionó y ha resonado entre algunos lectores. 
Lucas en un momento consideró representar a Vader y Fett como hermanos en las películas de la precuela, pero lo descartó como demasiado "cursi". Al continuar desarrollando el personaje en las películas de la precuela, Lucas cerró algunas vías para expandir la historia del personaje y abrió otras al establecer que Fett es un clon de un cazarrecompensas similar, Jango Fett. Lucas consideró modificar ediciones posteriores de El Retorno del Jedi agregando una toma de Fett escapando del sarlacc, pero decidió no hacerlo porque habría restado valor al enfoque de la historia. Lucas también dijo que, si hubiera sabido que Fett sería tan popular, habría hecho que la muerte del personaje fuera "más emocionante". En 2014, después de que Lucas vendiera Lucasfilm a Disney, el historiador de Star Wars Jonathan W. Rinzler reveló que Lucas había reconocido en privado que Fett escapó del sarlacc. Esto se estableció canónicamente con las apariciones de Fett en The Mandalorian seis años después, lo que llevó a un spin-off centrado en el personaje, The Book of Boba Fett. Joe Johnston criticó la decisión de retratar al personaje sin su casco, aunque es parte de la trama.

### Casting y producción
Boba Fett es interpretado principalmente por Jeremy Bulloch en The Empire Strikes Back y Return of the Jedi. El medio hermano de Bulloch lo alertó sobre el papel. Fue elegido como Fett porque el traje le quedaba "como si un sastre de Savile Row hubiera salido y lo hubiera hecho";no tuvo que hacer una lectura o una prueba de pantalla, y Bulloch nunca trabajó a partir de un guion para ninguna de las dos películas.
El rodaje del papel en Empire... duró tres semanas. El actor estaba complacido con el disfraz y lo usó para transmitir la amenaza del personaje. Bulloch basó su actuación en la interpretación de Clint Eastwood del Hombre sin nombre en Por un puñado de dólares;Al igual que el personaje occidental, Bulloch acunó el accesorio del bláster, hizo que el personaje pareciera estar listo para disparar, inclinó ligeramente la cabeza y se paró de una manera particular.Bulloch no trató de construir una historia de fondo para el personaje, y dijo más tarde que "cuanto menos haces con Boba Fett, más fuerte se vuelve". Jugando a Fett en Empire fue el papel más pequeño y físicamente incómodo que Bulloch ha interpretado; Bulloch dijo que ponerse el pesado jetpack era el peor aspecto del papel. 
Bulloch pasó cuatro semanas en El retorno del Jedi. No estaba al tanto de la muerte de Fett antes de que comenzara la filmación y estaba "muy molesto" por el desarrollo;Le gustaría haber hecho más con Fett. Aun así, Bulloch creía que matar a Fett fortalecía al personaje, y que su muerte "débil" hacía que los fanáticos quisieran que el personaje regresara. Bulloch pensó que una escena creada para la edición especial de 1997 en la que Fett coquetea con uno de los bailarines de Jabba the Hutt no estaba de acuerdo con la naturaleza del personaje. 
Una versión más joven del personaje fue interpretada por Daniel Logan en Attack of the Clones, que establece que Boba es un clon de su padre, Jango. Logan no había visto ninguna de las películas de Star Wars antes de ser elegido como Fett, pero vio la trilogía original a pedido de Lucas.El actor tuvo que confiar en su imaginación para la filmación de la pantalla azul. Tanto Bulloch como Logan también habían expresado interés en retomar su papel de Fett en la planeada serie de televisión Underworld, pero la serie no se desarrolló.

## Apariciones
El personaje de Boba Fett hizo su primera aparición pública en el desfile de San Anselmo Country Fair el 24 de septiembre de 1978. En el desfile, Duwayne Dunham, quien trabajaba en ese momento como asistente de edición de cine, usó el disfraz de Boba Fett. antes de convertirse más tarde en director de cine y televisión. El personaje debutó en televisión dos meses después en un segmento animado producido por la firma de animación con sede en Toronto Nelvana Productions para el Star Wars Holiday Special. Fett aparece como una figura misteriosa que salva a Luke Skywalker, Chewbacca, C-3PO y R2-D2 de un monstruo gigante, solo para ser revelado como un cazarrecompensas que trabaja para Darth Vader. Después de que su imagen e identidad fueran reveladas en el Holiday Special, personajes disfrazados de Fett aparecieron en centros comerciales y eventos especiales, colocando carteles de búsqueda del personaje para distinguirlo de los personajes imperiales de la franquicia.

### Saga Skywalker

#### Trilogía Original
El debut cinematográfico de Fett fue como un cazarrecompensas anónimo en The Empire Strikes Back como el "próximo gran villano" junto a Darth Vader. Es uno de los seis cazarrecompensas reunidos por Darth Vader, quien promete una recompensa a quien capture a la tripulación del Halcón Milenario. Fett rastrea la nave estelar hasta Cloud City, donde Vader captura a sus pasajeros y tortura a su capitán, Han Solo. Con el objetivo de recolectar la recompensa que Jabba the Hutt le ha otorgado a Solo (establecida en la película original), Fett le pregunta a Vader sobre la congelación de carbono, que Vader tiene la intención de usar en su verdadero objetivo, Luke Skywalker. Vader promete que el Imperio compensará a Fett si Solo muere, pero el contrabandista sobrevive y Vader se lo entrega a Fett, quien se marcha para entregárselo a Jabba en su barco, el Slave I.
El retorno del Jedi presenta a Boba Fett en el palacio de Jabba en Tatooine, donde los amigos de Han Solo son capturados mientras intentan salvarlo. Fett apunta su arma a la princesa Leia (disfrazada de cazarrecompensas Boushh) cuando ella amenaza a Jabba con un detonador térmico, y luego viaja en la barcaza de vela de Jabba al Gran Pozo de Carkoon (hogar de una criatura carnívora sésil conocida como sarlacc) para presenciar la ejecución de los prisioneros. Cuando los prisioneros se rebelan y contraatacan, Fett vuela y lucha brevemente contra Luke. Chewbacca luego advierte a Solo, que todavía está ciego después de haber sido congelado en carbonita, que Fett está cerca. Cuando Solo se da la vuelta, golpea inadvertidamente el paquete de cohetes de Fett, haciéndolo estallar y propulsando a Fett hacia el costado de la barcaza de vela, desde donde cae a la boca del sarlacc. El lanzamiento de la edición especial de 1997 de la película incluye una escena adicional de Fett coqueteando con algunas de las bailarinas de Jabba. 
En la edición especial de 1997 de A New Hope, Fett aparece brevemente en una escena reintroducida fuera del Halcón Milenario mientras Jabba se enfrenta a Han Solo. El personaje aún no se había creado durante el rodaje de la escena y, por lo tanto, se superpuso a la imagen.

#### Trilogía de precuelas
Un preadolescente Boba Fett (interpretado por Daniel Logan) aparece en la precuela de 2002 Episodio II - El ataque de los clones, que revela que es un clon inalterado del cazarrecompensas Jango Fett (Temuera Morrison), que lo hizo crear en Kamino para ser criado como su hijo como parte de su precio para servir como modelo para el ejército clon del Gran Ejército de la República. Boba ayuda a Jango a escapar de Obi-Wan Kenobi y lo acompaña a Geonosis, donde es testigo de la muerte de Jango por decapitación a manos de Mace Windu durante la primera batalla de las Guerras Clon. Después de que termina la batalla, se lo ve por última vez de luto por el casco de su padre, que toma y coloca frente a su cabeza, presagiando su futuro como cazarrecompensas con la armadura de su padre.

### Televisión

#### The Story of the Faithful Wookiee
Boba Fett apareció en el segmento animado del especial navideño no canónico de 1978, ambientado después de los eventos de A New Hope. Esto marca su primera aparición en la franquicia. Se le ve por primera vez cuando rescata a Luke Skywalker, C-3PO y R2-D2 de un dragón Panna. Fett se presenta como un aliado de los héroes, pero luego se revela que estuvo trabajando para Darth Vader todo el tiempo, para revelar la ubicación de los rebeldes al Imperio. Fett enciende su mochila propulsora antes de irse y promete que se volverán a encontrar.

#### Droids
Boba Fett apareció en la serie animada de 1985, ahora no canónica, Star Wars: Droids, ambientada antes de la trilogía original. La serie fue producida por el mismo estudio que creó el segmento animado del Holiday Special de 1978 , y Fett fue nuevamente interpretado por Don Francks (quien no había sido acreditado por su papel original en Holiday Special). En el episodio "A Race to the Finish", Fromms lo contrata para ayudarlos a vengarse de los maestros de los droides R2-D2 y C-3PO. Fett luego se vuelve contra ellos después de fallar en su solicitud y decide aceptar la recompensa de Jabba por los Fromm como compensación.

#### Star Wars: The Clone Wars
Logan repitió su papel como la voz de Fett en la serie animada CGI de 2008 The Clone Wars. Los últimos tres episodios de la segunda temporada de la serie, titulados "Death Trap", "R2 Come Home" y "Lethal Trackdown", se emitieron el 30 de abril de 2010 y atrajeron un promedio de 2.756 millones de espectadores durante el emisión original.El final es importante porque termina "con explosiones gemelas del fandom, cortesía de Boba Fett y una bestia gigantesca inspirada en Godzilla".La entrada de Fett en la serie conmemora el 30 aniversario de la aparición del personaje en The Empire Strikes Back.
En el arco de la historia, Boba se infiltra en la nave insignia de Mace Windu disfrazado de cadete de un soldado clon, con la esperanza de vengarse del Jedi por matar a su padre. Después de un intento fallido de bombardear a Windu en sus habitaciones, sabotea los motores de la nave y hace que se estrelle en un planeta cercano. Él y sus cómplices cazarrecompensas luego toman rehenes de la tripulación del barco, a quienes intentan usar como cebo para el Maestro Jedi. A lo largo de la terrible experiencia, Fett se resiste a cometer violencia contra sus compañeros clones, lo que llega a un punto crítico cuando su mentora Aurra Sing ejecuta al soldado clon de Windu, el segundo al mando. Plo Koon y Ahsoka Tano finalmente rastrean a Fett y sus compatriotas a la base del pirata Hondo Ohnaka. Fett finalmente es capturado por los Jedi y sentenciado a prisión en Coruscant; aunque expresa pesar por los daños colaterales que ha causado, promete no perdonar nunca a Windu.
Fett escapa de prisión en el episodio de la cuarta temporada "Deception". Más tarde forma su sindicato de cazarrecompensas, Krayt's Claw, que incluye a Bossk y Dengar (ambos aparecieron por primera vez en The Empire Strikes Back junto a Fett). En el episodio "Bounty", Krayt's Claw es contratado para entregar un paquete a un dictador. Cuando los cazarrecompensas descubren que su cargamento es una mujer joven destinada a un matrimonio forzado con el déspota, Fett es indiferente a su difícil situación e insiste en que el equipo continúe con su misión. La miembro temporal Asajj Ventress, enfurecida, enciende a Fett; ella lo estrangula con la Fuerza, lo ata, lo amordaza y lo mete en el contenedor en el lugar del cautivo, después de lo cual se lo entrega al desconcertado cliente.

#### The Mandalorian
La presencia de Boba Fett en la serie original de Disney+ The Mandalorian se insinuó por primera vez en el episodio de la primera temporada "Capítulo 5: El pistolero", que termina con una figura misteriosa con botas y aparentemente una capa acercándose al cuerpo de la asesina Fennec Shand en Tatooine.
En junio de 2020, se informó que Temuera Morrison aparecería como Fett en la segunda temporada de The Mandalorian.Como la serie tiene lugar cinco años después de El Retorno del Jedi, esto confirmaría la supervivencia del personaje después de su caída en la boca del sarlacc y retomaría su aparente muerte. En el estreno de la segunda temporada, "Capítulo 9: El mariscal", se explica que los Jawas rescataron la armadura de Fett después de su supuesta muerte, y luego la compró Cobb Vanth, un personaje introducido por primera vez en la trilogía de novelas Star Wars: Aftermath, que lo usó para proteger el pueblo Tatooiniano de Mos Pelgo de varias amenazas.En el episodio, el mandaloriano finalmente obtiene la armadura después de que Vanth la abandona para poder devolverla a sus legítimos propietarios: el pueblo mandaloriano. Cuando se va con la armadura, el Mandaloriano es observado desde la distancia por un Fett con muchas cicatrices.
La primera aparición completa de Fett en la serie ocurrió en el episodio "Capítulo 14: La tragedia", en el que se explica que salvó la vida de Fennec después de que ella fuera herida de muerte, dejándola en deuda con él y que él busca recuperar su armadura la cual esta en posesión de Din Djarín en su nave, la Razor Crest. Para ello, Fett y Fennec lo siguen en el Esclavo I al planeta Tython, donde el primero explica que su armadura pertenecía a su difunto padre Jango Fett, un antiguo expósito mandaloriano y es por lo tanto, el derecho de nacimiento de Fett. A cambio de la devolución de la armadura extraviada, Fett y Fennec garantizan la seguridad de Grogu, un bebé alienígena que Din Djarin había adoptado. Cuando las fuerzas imperiales de Moff Gideon atacan al grupo, Fett se pone su vieja armadura y mata a la mayoría de los soldados de asalto desplegados para capturar a Grogu con un palo gaffi.A pesar de esto, el niño finalmente es tomado por las tropas oscuras de Gideon. Fett insiste en que él y Fennec permanecerán en deuda con el Mandaloriano hasta que Grogu esté a salvo, y posteriormente lo ayudan en sus esfuerzos por rescatar al niño en el "Capítulo 15: El creyente" y el "Capítulo 16: El rescate", que muestran a Fett en una armadura ahora limpia y repintada. 
En el último episodio, Fett inicialmente está en desacuerdo con Bo-Katan Kryze, la ex gobernante de Mandalore y una de sus aliados, Koska Reaves, las cuales Din Djarin intenta reclutar para ayudar a salvar a Grogu, sin embargo Bo-Katan lo llama una desgracia para su armadura mandaloriana debido a sus orígenes como un clon, a los cuales esta conoce muy bien por los soldados clon durante la Guerra de los Clones. A pesar de esto, los dos trabajan juntos de mala gana para rescatar al niño de Moff Gideon, con Fett creando una distracción que permite que el resto de la tripulación aborde el barco de Gideon. Después de esto, Fett vuela al hiperespacio y no se lo vuelve a ver hasta una escena posterior a los créditos, en la que él y Fennec regresan a Tatooine después de pagar su deuda. Fett mata a Bib Fortuna, que ha estado a cargo del palacio de Jabba desde su muerte, y luego se sienta en el trono que una vez perteneció a Jabba, con Fennec a su lado.

#### The Bad Batch
Boba Fett es nuevamente mencionado en la serie Star Wars: The Bad Batch, una secuela animada por CGI y derivada de The Clone Wars que se estrenó en 2021. El episodio "Bounty Lost" revela que el nombre en clave original de Boba es Alpha, y que Omega, una clon femenina mejorada que se unió a la Fuerza Clon 99 después del surgimiento del Imperio, es una segunda réplica inalterada pura de Jango Fett y por lo tanto, es la hermana menor de Boba.

#### Visions
Boba Fett aparece en la serie de anime de 2021 Star Wars: Visions, con la voz de Temuera Morrison en inglés y de Akio Kaneda en japonés. Aparece en el segundo episodio, "Tatooine Rhapsody".

#### The Book of Boba Fett
The Book of Boba Fett es un spin-off de The Mandalorian centrado en Boba Fett, que se estrenó en Disney+ el 29 de diciembre de 2021. Morrison y Ming-Na Wen repitieron sus papeles como Fett y Fennec Shand, respectivamente, con Finnegan Garay interpretando a un joven Fett con la imagen de Daniel Logan superpuesta a la suya. El primer tráiler se lanzó el 1 de noviembre de 2021. En El libro de Boba Fett, Boba Fett y su socia, Fennec Shand, comienzan a reconstruir el antiguo imperio criminal de Jabba the Hutt en Tatooine.

### Otros medios
En el primer número de Darth Vader (2015) de Marvel Comics, el personaje principal contrata a Boba Fett para capturar al piloto que destruyó la Estrella de la Muerte. En el cómic concurrente de Star Wars (2015), Fett rastrea al piloto, Luke Skywalker, hasta Tatooine, aunque este último escapa después de una breve pelea. Fett luego le dice a Vader el apellido del piloto y, sin saberlo, le informa al señor Sith (anteriormente Anakin Skywalker) que tiene un hijo. Fett también aparece en Marvel's Bounty Hunters (2020), que se desarrolla entre The Empire Strikes Back y Return of the Jedi. La miniserie cómica War of the Bounty Hunters (2021) está ambientada en la misma época y será precedida por cómics independientes que incluyen vínculos con Star Wars, Bounty Hunters, Darth Vader y Doctor Aphra.
Fett aparece como un personaje jugable en Star Wars Battlefront (2015) y Star Wars Battlefront II (2017), así como en varios videojuegos de Star Wars para dispositivos móviles.

### Legends
El personaje aparece ampliamente en el Universo Expandido de Star Wars de novelas, cómics y videojuegos, que data desde la tira cómica del periódico y la serie Star Wars de Marvel (producida al mismo tiempo que la trilogía cinematográfica original). En abril de 2014, Lucasfilm cambió el nombre de estas obras a Star Wars Legends y las declaró no canónicas al resto de la franquicia para crear una pizarra en blanco para la trilogía secuela.
Boba Fett aparece en muchas otras obras ambientadas durante la trilogía original, incluido el libro de elige tu propia aventura The Bounty Hunter (1994), el proyecto multimedia Shadows of the Empire de 1996, el cómic corto de Dark Horse Boba Fett: Salvage (1997), volúmenes de la serie para lectores jóvenes Galaxy of Fear (1997-1998), la trilogía de libros The Bounty Hunter Wars (1998-1999), números de Empire (2002-2005) y Star Wars (2013-14), y el cómic de una sola toma Boba Fett: Overkill (2006). Fett aparece en los años previos a A New Hope en el cómic Boba Fett: Enemy of the Empire (1999), en la que Vader contrata a Fett antes de intentar matarlo, así como Agent of the Empire (2012-2013), Blood Ties (2010-2012) y Underworld: The Yavin Vassilika (2000–2001).